# Línea 8 (AUVASA)
La línea 8 de AUVASA tiene un recorrido diametral que cruza Valladolid de suroeste a nordeste pasando por el centro. Presta servicio a puntos de interés de la ciudad como el Centro Cultural Miguel Delibes, el estadio José Zorrilla, el Campus Miguel Delibes de la Universidad de Valladolid, así como el apeadero ferroviario de Valladolid-Universidad y los aparcamientos disuasorios cercanos a Las Moreras y la Plaza del Milenio.
También pasa por las cercanías de lugares como el Polideportivo Huerta del Rey, el palacio de Santa Cruz, el Hospital Clínico Universitario y la facultad de Medicina y Enfermería. Las mañanas de los días festivos da servicio con una parada más cercana al mercadillo que se instala en las inmediaciones del estadio José Zorrilla.
La línea 8 de Auvasa superó los 2 millones de viajes en el año 2016.

## Frecuencias

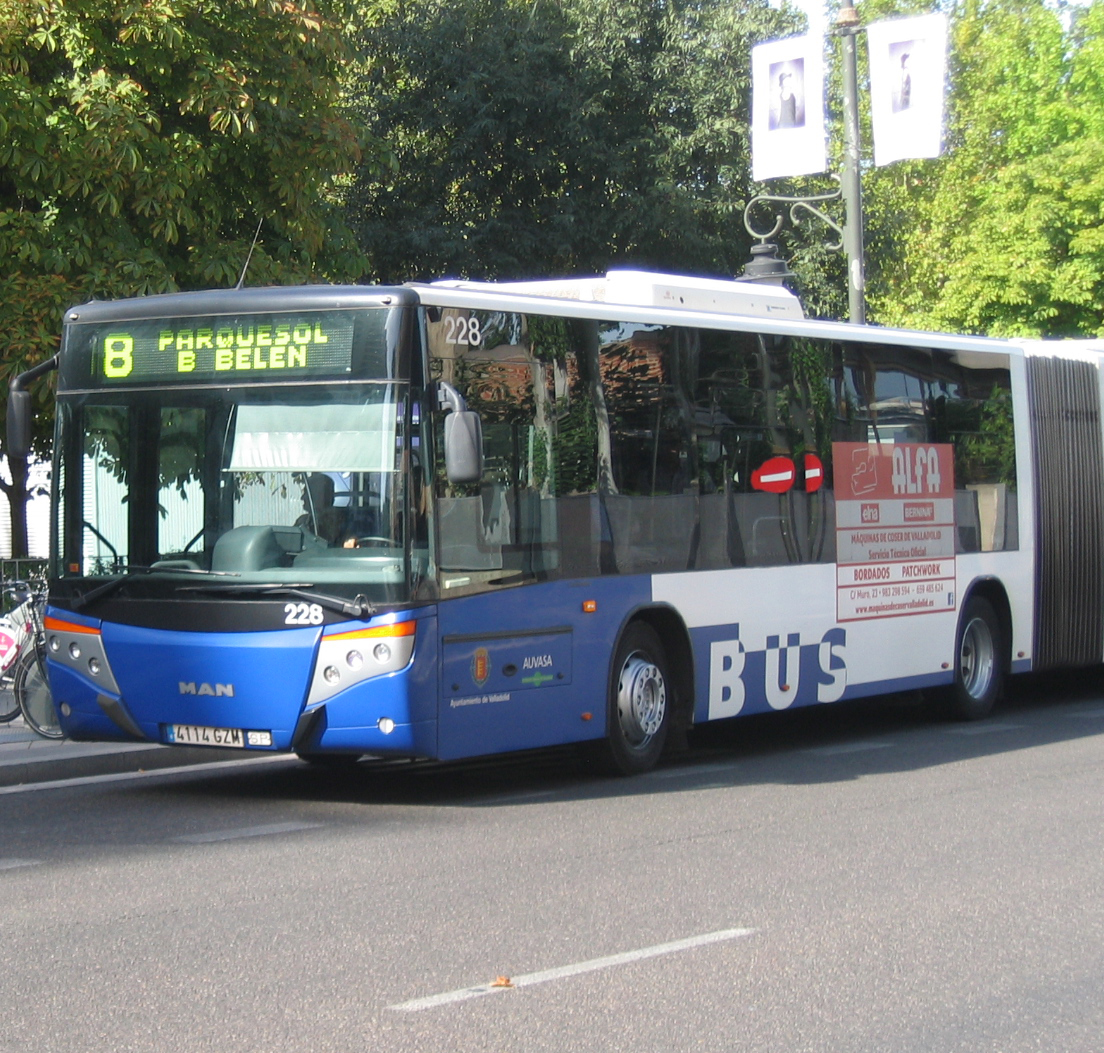
Bus 228 de Auvasa, en la plaza del Poniente, realizando la línea 8.

Las frecuencias de paso programadas de la línea 8 entre septiembre y junio son:
| DÍA                | LUGAR DE SALIDA | PRIMER SERVICIO | ÚLTIMO SERVICIO   | FRECUENCIA MEDIA |
| ------------------ | --------------- | --------------- | ----------------- | ---------------- |
| Laborables         | PARQUESOL       | 7:15            | 22:00-22:15-22:30 | 11-14 min.       |
| Laborables         | BARRIO BELÉN    | 7:15            | 22:00-22:15-22:30 | 11-14 min.       |
| Sábados y festivos | PARQUESOL       | 7:30            | 22:30             | 14-18 min.       |
| Sábados y festivos | BARRIO BELÉN    | 7:30            | 22:45             | 14-18 min.       |

## Paradas
Nota: Al pinchar sobre los enlaces de las distintas paradas se muestra cuanto tiempo queda para que pase el autobús por esa parada.
| Hacia Bº Belén                                                | Correspondencia con líneas: |
| ------------------------------------------------------------- | --------------------------- |
| C/ Eusebio González Suárez fte. Federico Landrove Moiño       | 9                           |
| C/ José Garrote Tebar 4 esq. Amadeo Arias                     | 9 C1                        |
| C/ José Garrote Tebar 20 esq. Manuel Silvela                  | 9 C1 U8                     |
| C/ Ciudad de La Habana 1 esq. Amadeo Arias                    | 10 C1                       |
| C/ Hernando de Acuña 13 esq. Manuel Silvela                   | 9 C1                        |
| C/ Hernando de Acuña 1 esq. Mateo Seoane Sobral               | 9 C1 U8                     |
| C/ Adolfo Miaja de la Muela 1A Hosp. Psiquiátrico             | C2                          |
| C/ Adolfo Miaja de la Muela fte. Padre Llanos                 | C2                          |
| * Avda. Real Valladolid centro comercial salida aparcamiento  | -                           |
| C/ Mº S. Lorenzo de El Escorial fte. C. C. Miguel Delibes     | C2                          |
| C/ Mº de Yuste fte. 28 esq. Mº San Lorenzo de El Escorial     | -                           |
| C/ Mº Sto. Domingo de Silos 3                                 | -                           |
| C/ Joaquín Velasco Martín 17 Col. María de Molina             | -                           |
| C/ Joaquín Velasco Martín 9 Polid. Huerta del Rey             | F3 F5                       |
| C/ Joaquín Velasco Martín 3 Col. La Inmaculada                | 3 6 F3 F4 F5                |
| C/ Joaquín Velasco Martín 1 esq. Gloria Fuertes               | 3 F3 F4 F5                  |
| Pza. Poniente fte. Jorge Guillén                              | 1 3 4 6 F3 F4 F5            |
| Pza. Fuente Dorada                                            | 1 2 3 4 6 24 F3 F4 F5       |
| C/ Fray Luis de León 14 esq. López Gómez                      | -                           |
| Pza. Col. Santa Cruz 9                                        | 7 U1 F4                     |
| C/ Colón 14                                                   | 17                          |
| Avda. Ramón y Cajal 3 Hospital Clínico                        | 1 2 17 24 F5                |
| C/ Chancillería 4 Biblioteca Reina Sofía                      | F5                          |
| C/ Madre de Dios 20 Facultad de Comercio                      | U8 F5                       |
| Avda. Valle Esgueva 6 Económicas                              | U1 U8 F5                    |
| Avda. Valle Esgueva fte. 81 esq. Incienso                     | F5                          |
| Pº Belén Campus Miguel Delibes                                | U1 U8                       |
| Hacia Parquesol                                               |                             |
| Pº Belén Campus Miguel Delibes                                | U1 U8                       |
| Avda. Valle Esgueva 87 esq. Pº Belén                          | F5                          |
| Avda. Valle Esgueva 41 fte. Económicas                        | F5                          |
| C/ Madre de Dios 29 fte. Facultad de Comercio                 | F5                          |
| C/ Madre de Dios 15                                           | F5                          |
| C/ Real de Burgos 3 fte. igl. San Pedro Apóstol               | 17 C2                       |
| C/ Alamillos 11                                               | 17                          |
| Pza. San Juan                                                 | 7 17 F4                     |
| C/ Fidel Recio 1 esq. Alonso Pesquera                         | 7 F4                        |
| C/ Santuario 5 esq. López Gómez                               | 7 F4                        |
| Pza. España Bola del Mundo                                    | 1 2 4 7 F4 F5               |
| C/ Doctrinos 12 esq. María de Molina                          | 3 4 5 6 24 F3 F4 F5         |
| Avda. Miguel Ángel Blanco 2 fte. Pza. Milenio                 | 3 5 6 F3 F4 F5              |
| C/ Joaquín Velasco Martín 20 esq. Francesco Scrimieri         | F3 F5                       |
| C/ Joaquín Velasco Martín 54 fte. Polid. Huerta del Rey       | F3 F5                       |
| C/ Joaquín Velasco Martín 108 fte. Col. María de Molina       | -                           |
| C/ Mº Sto. Domingo de Silos 8                                 | -                           |
| C/ Mº de Yuste 28 fte. Mon. San Lorenzo de El Escorial        | -                           |
| C/ Mº S. Lorenzo de El Escorial C. C. Miguel Delibes          | C1                          |
| * Avda. Real Valladolid centro comercial entrada aparcamiento | -                           |
| C/ Adolfo Miaja de la Muela esq. Padre Llanos                 | C1                          |
| C/ Hernando de Acuña parc. 21 esq. Juan de Valladolid         | 9 C2                        |
| C/ Hernando de Acuña 18 esq. Manuel Silvela                   | 9 C2                        |
| C/ Ciudad de La Habana fte. 3 esq. Juan G. Hortelano          | C2                          |
| C/ Federico Landrove Moiño 11                                 | 9                           |
| C/ Eusebio González Suárez fte. Federico Landrove Moiño       | 9                           |

- Las paradas marcadas con asterisco (*) solo tienen servicio los días festivos por la mañana con motivo de la celebración del mercadillo del Real de la Feria, en las cercanías del Estadio José Zorrilla.

## Líneas relacionadas
Antes de comenzar el servicio ordinario hacia las 7 de la mañana, la línea M5 conecta el barrio de Parquesol con el centro de Valladolid. Previamente, sale la línea PSC1 hacia el paseo de Zorrilla y los polígonos industriales de Argales y San Cristóbal circunvalado el centro, cuyo trayecto inverso se corresponde con la línea PSC3. Por las zonas del Barrio Belén y el Hospital Clínico pasan las líneas PSC2 y M6. Las noches viernes, sábados y vísperas de festivos el recorrido de la línea 8 es realizado, en parte, por la línea B3.
El servicio universitario U8 conecta ambos extremos de la línea 8, así como los barrios de Villa de Prado y Huerta del Rey, con varias expediciones a lo largo del día.